# تیم ملی هندبال فیلیپین
تیم ملی هندبال فیلیپین نمایندهٔ کشور فیلیپین در مسابقات بین‌المللی ورزش هندبال است.